# Phil Neal
Philip George Neal (Irchester, 20 de fevereiro de 1951) é um ex-futebolista profissional inglês que atuava como defensor. Ele jogou no Northampton Town, no Liverpool e no Bolton Wanderers. Ele é um dos jogadores ingleses de maior sucesso, tendo conquistado oito títulos da Primeira Divisão, quatro títulos da Copas da Liga, cinco títulos da Supercopa da Inglaterra, quatro títulos da Liga dos Campeões, um título da Copa da UEFA e um títulos da Supercopa da UEFA durante seus onze anos no Liverpool. Neal também teve uma longa carreira na seleção da Inglaterra, jogando 50 vezes incluindo a Copa do Mundo de 1982.
Anos depois, ele retornou ao Bolton Wanderers como treinador, levando-os ao título da Johnstone Paint Trophy antes de treinar o Coventry City, o Cardiff City e o Manchester City.
O apelido de Phil Neal, enquanto estava no Liverpool, era Zico - uma referência ao jogador brasileiro e um elogio a Neal, que era conhecido por marcar gols importantes em toda história do clube. 
O filho de Phil, Ashley Neal, também se tornou um jogador de futebol.

## Carreira

### Carreira como Jogador
Neal começou sua carreira de jogador no Wellingborough Town, antes de se juntar ao Northampton Town em 1968. Ele fez 187 partidas pelo clube antes de ser contratado em 9 de outubro de 1974 por £ 66.000 pelo técnico do Liverpool, Bob Paisley. Paisley tinha a intenção de usar Neal como substituto para Chris Lawler, o que significa que ele inicialmente jogou como lateral esquerdo. Seria, no entanto, suas atuações como lateral direito, que fizeram dele um dos grandes jogadores da história do Liverpool.
Neal fez sua estreia no Liverpool no Merseyside Derby contra o Everton no Goodison Park em 16 de novembro de 1974, em um jogo que terminou 0-0. Neal fez sua estreia ao lado do meia Terry McDermott. O primeiro gol de Neal no clube ocorreu quase um ano depois, em 4 de novembro de 1975, durante a vitória por 6-0 sobre a Real Sociedad em um jogo da Copa da UEFA em Anfield.
Neal marcou de pênalti na Final da Taça dos Clubes Campeões Europeus de 1976–77, quando o Liverpool bateu o Borussia Mönchengladbach por 3 a 1 em Roma e venceu a Liga dos Campeões pela primeira vez. Depois, Neal jogou e venceu as finais de 1978 e 1981, quando o Liverpool venceu o Club Brugge e o Real Madrid, respectivamente. Ele marcou no primeiro tempo da final de 1984 contra o Roma, que terminou em 1 a 1 e foi decidida nos pênaltis com vitória do Liverpool. Neal foi o único jogador a jogar em todos os quatro títulos do Liverpool nos anos 1970 e 1980.
No total, Neal venceu oito títulos da Primeira Divisão, quatro títulos da Copas da Liga, cinco títulos da Supercopa da Inglaterra, quatro títulos da Liga dos Campeões, um título da Copa da UEFA e um título da Supercopa da UEFA  durante os seus onze anos no Liverpool. 
Durante sua carreira no Liverpool, Neal esteve sempre presente no time titular. Ele detém o recorde de ter jogado em 365 jogos consecutivos no campeonato até ter sofrido uma lesão contra o Manchester United, que o obrigou a perder a partida da semana seguinte contra o Sunderland.
Neal deixou Anfield depois de 11 anos em 1985, indo para o Bolton Wanderers na função de jogador-treinador. Aposentou-se em 1989 depois de mais de 700 jogos no campeonato inglês e 50 jogos na Seleção Inglesa.

### Carreira como Treinador
Em dezembro de 1985, Neal foi contratado para ser jogador-treinador no Bolton Wanderers e dirigiu o clube por sete anos. Durante este período, Neal levou o clube a ganhar o  Johnstone Paint Trophy em 1989, embora o clube sofresse depois o rebaixamento para a Quarta Divisão pela primeira e única vez em sua história. Eles garantiram a promoção de volta à Terceira Divisão na temporada seguinte, alcançando o playoffs da Terceira Divisão em 1990 e 1991, mas não conseguiram ganhar a promoção em nenhuma das ocasiões. Em 1991, eles conseguiram a vaga nos playoffs por causa do saldo de gols mas perdeu para Tranmere Rovers na final do playoff. Um ano depois, eles terminaram em 13º na Terceira Divisão e Neal foi demitido em 8 de maio de 1992. Seu sucessor foi Bruce Rioch, que guiou o Bolton para a promoção da recém-nomeada League Two (renomeada como parte de uma reorganização motivada pela criação da FA Premier League) em 1993 e para a Primeira Divisão voo em 1995.
Neal retornou à função de treinador em 23 de outubro de 1993 no Coventry City, iniciando seu período em Highfield Road naquele dia com uma derrota de 5 a 1 para o QPR, o que o deixou em 12º na Premier League. Apesar do início instável, eles se saíram bem na segunda metade da temporada e terminaram em 11º no campeonato - seu maior resultado desde o sétimo em 1989. Talvez o resultado mais impressionante na temporada após a chegada de Neal foi a vitória por 4–0 sobre o Manchester City em 19 de fevereiro de 1994. Entretanto, o Coventry lutou para não cair em 1994-95 e Neal foi demitido em 14 de fevereiro de 1995. O sucessor de Neal, Ron Atkinson, garantiu a sobrevivência do Coventry City.
Ele foi nomeado como treinador do Cardiff City na Divisão Três em fevereiro de 1996, mas em outubro daquele ano ele deixou o Ninian Park para se tornar auxiliar técnico de Steve Coppell no Manchester City, que estava na Segunda Divisão após o rebaixamento da Premier League. No entanto, Coppell foi demitido em 8 de novembro de 1996 e Neal tornou-se o técnico interino até a chegada de Frank Clark em 29 de dezembro.
Para a temporada de 1997-98, Neal foi contratado como auxiliar técnico do Peterborough United após o rebaixamento para a Divisão 3, mas ele foi demitido em 15 de março de 1998.

## Fora de Campo
Nos últimos anos, Neal trabalhou como comentarista de futebol de várias emissoras de rádio e de televisão.
Ele escreveu duas autobiografias, Attack From The Back em 1981 e Life at the Kop em 1986.

## Títulos

### Jogador
Liverpool
- Primeira Divisão (8): 1975–76, 1976–77, 1978–79, 1979–80, 1981–82, 1982–83, 1983–84, 1985–86
- Copa da Liga Inglesa (4): 1980–81, 1981–82, 1982–83, 1983–84
- FA Charity Shield (5): 1976, 1977, 1979, 1980, 1982
- Liga dos Campeões (4): 1976–77, 1977–78, 1980–81, 1983–84
- Copa da UEFA (1): 1975–76
- Supercopa da UEFA (1): 1977

### Treinador
Bolton Wanderers
- Johnstone Paint Trophy (1): 1988–89